# Changan UNI-Z
Changan UNI-Z (до 2024 года Oshan Z6) — пятиместный среднеразмерный кроссовер, выпускающийся китайской компанией Changan с 2022 года. Изначально продавался только в Китае и ОАЭ.

## Описание
Oshan Z6 дебютировал в марте 2022 года и поступил в продажу на китайском рынке в середине 2022 года. В салоне имеется три консоли: первая с 10,25-дюймовой приборной панелью, вторая с 12,3-дюймовым центральным сенсорным экраном неровной формы, а третья с 9,1-дюймовым навигатором. Три консоли являются стандартными для всей гаммы, однако в топовую комплектацию были добавлены AR-HUD. Информационно-развлекательная система работает в паре с системой On Style 5.0 с караоке без микрофона и распознаванием речи, позволяя водителям привязывать свои голоса к различным настройкам. Oshan Z6 также оснащён системой помощи водителю с 12 радарами, 3 радарами миллиметрового диапазона и 5 съёмочными камерами. Система позволяет автомобилю самостоятельно парковаться и помогать водителю на дороге.

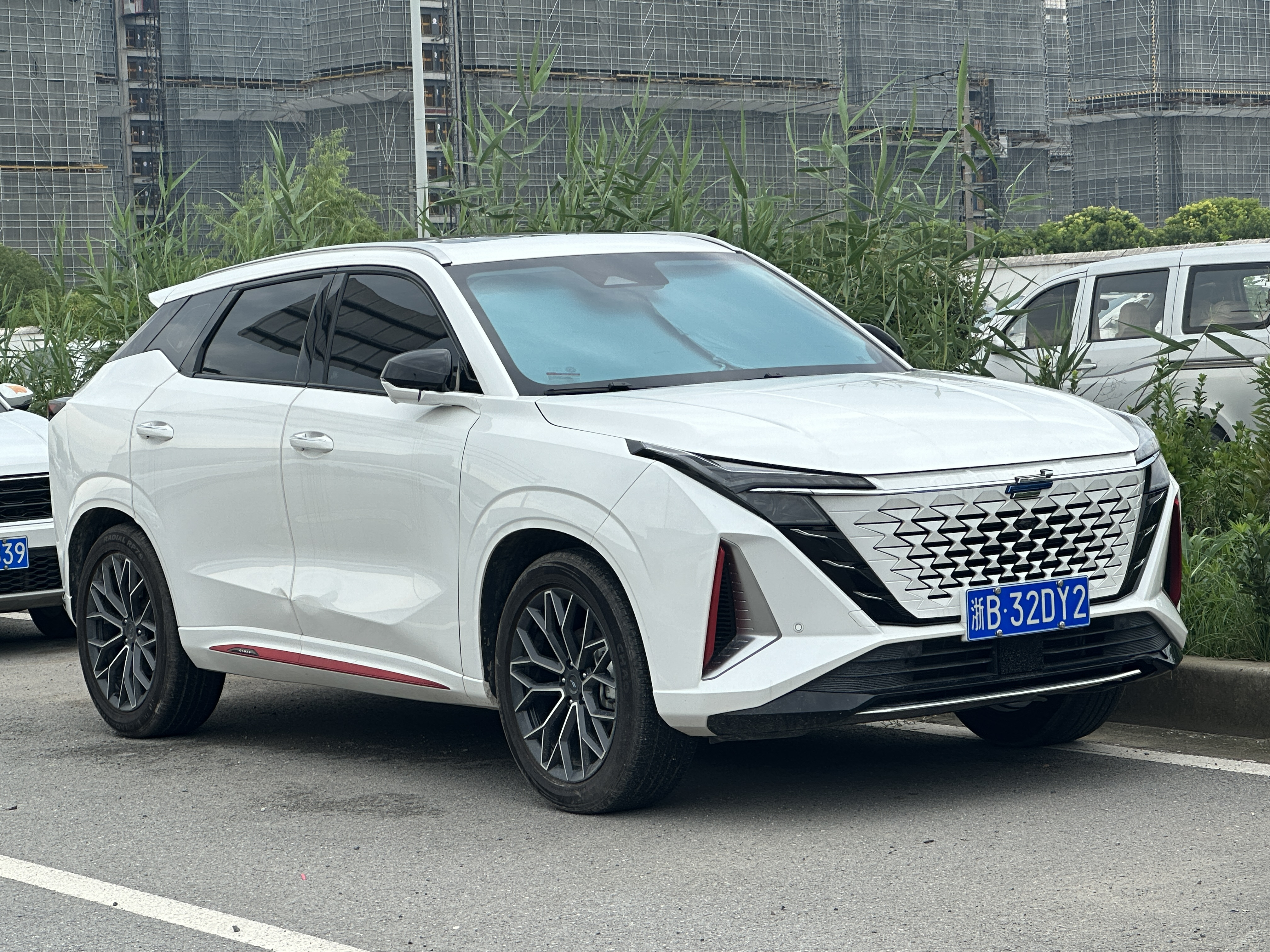
Вид спереди
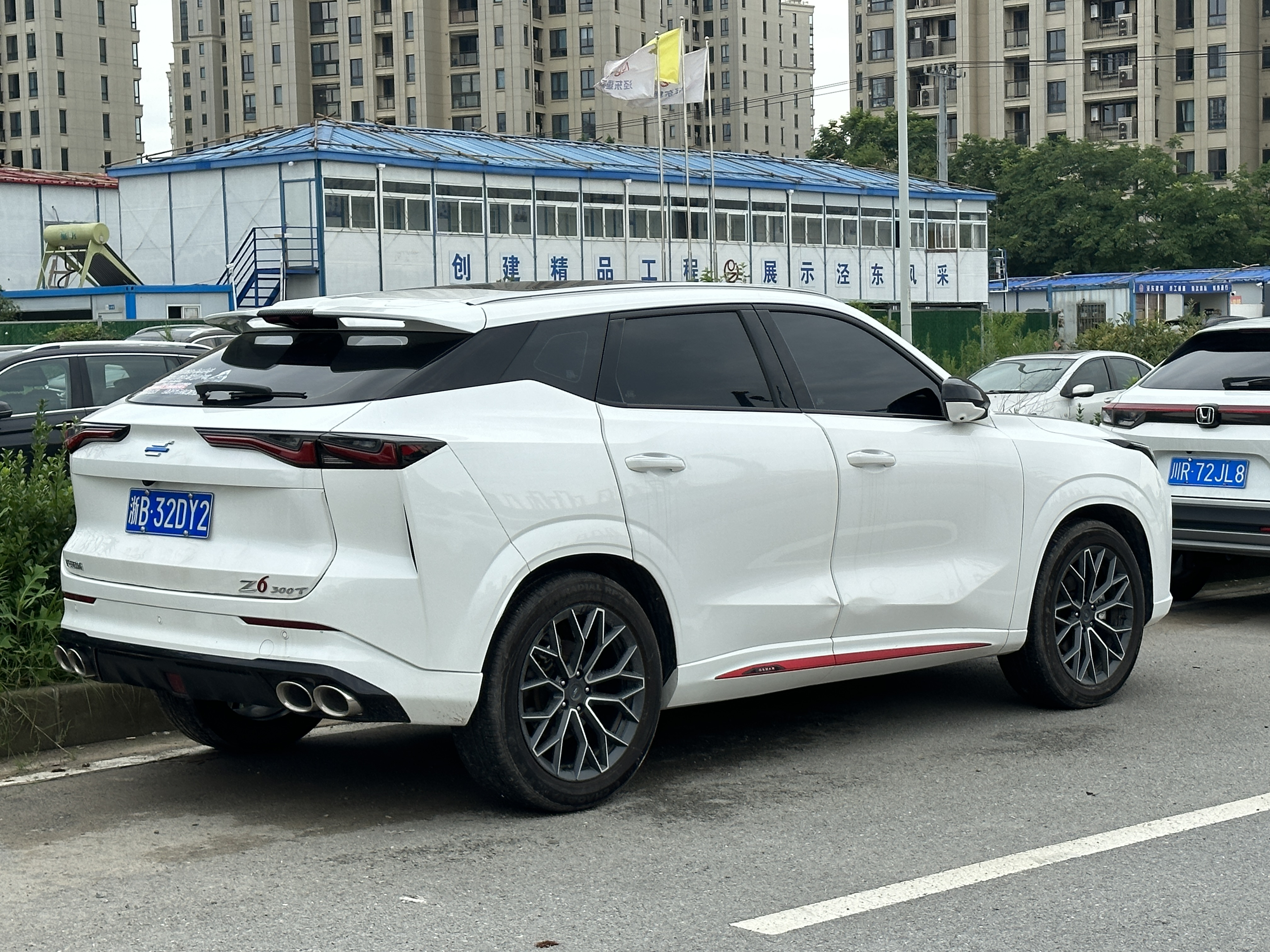
Вид сзади
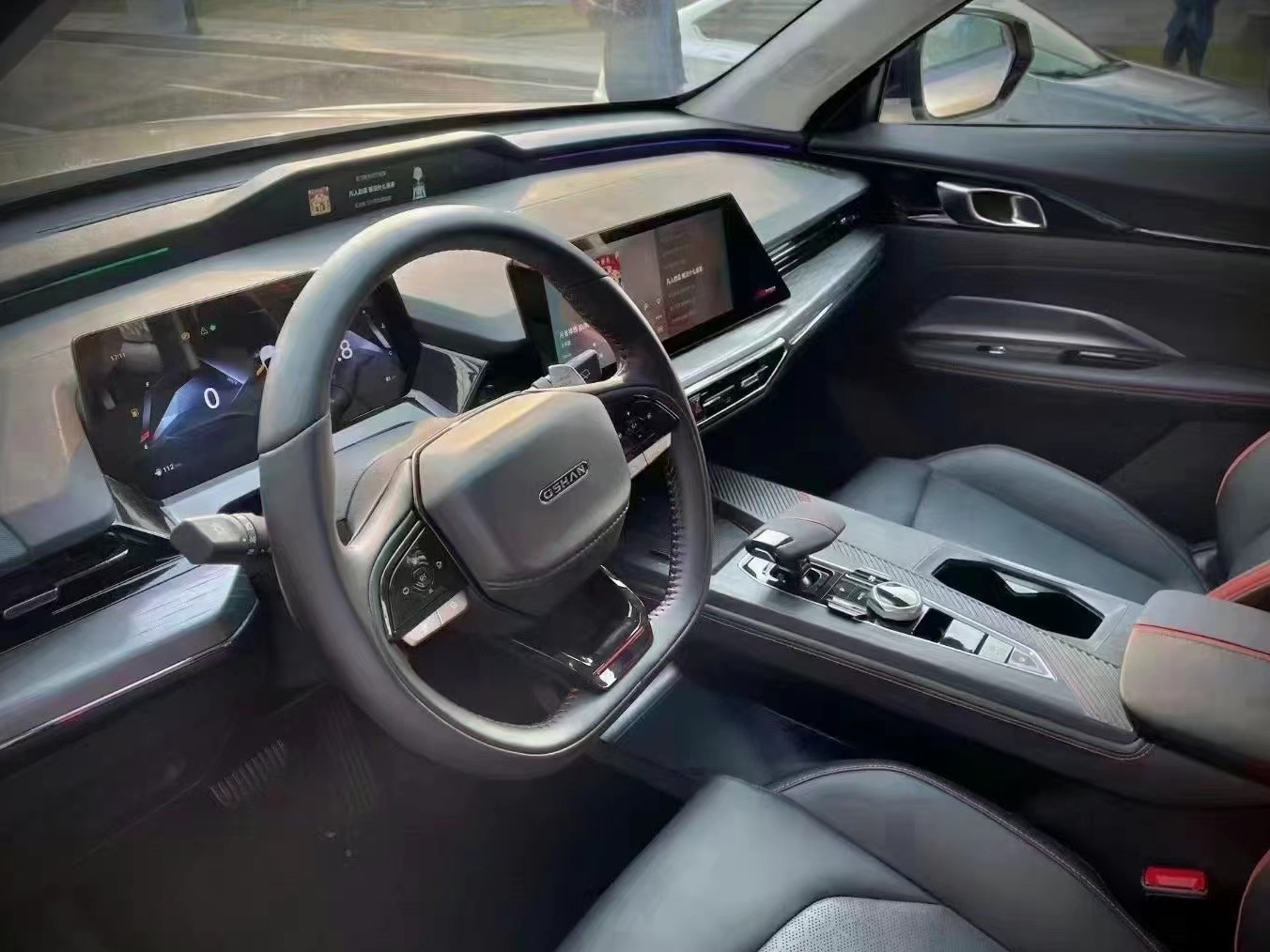
Интерьер

### Технические характеристики
Oshan Z6 выпускается с бензиновым двигателем и электродвигателем. Базовая модель оснащена 1,5-литровым турбодвигателем мощностью 140 кВт (188 л. с.) и крутящим моментом 300 Н⋅м. Топовая модель оснащена 2,0-литровым турбодвигателем мощностью 174 кВт (233 л. с.) и крутящим моментом 390 Н⋅м. Гибридный же автомобиль оснащён 1,5-литровым бензиновым двигателем с электродвигателем мощностью 85 кВт (114 л. с.), что в совокупности развивает мощность 210 кВт (282 л. с.) и крутящий момент 585 Н⋅м. Все двигатели сочетаются в паре с семиступенчатой трансмиссией с двумя сцеплениями.

## Changan UNI-Z (2024)
Подзаряжаемый гибрид Changan UNI-Z был анонсирован в марте 2024 года. Продажи начались 28 марта того же года.

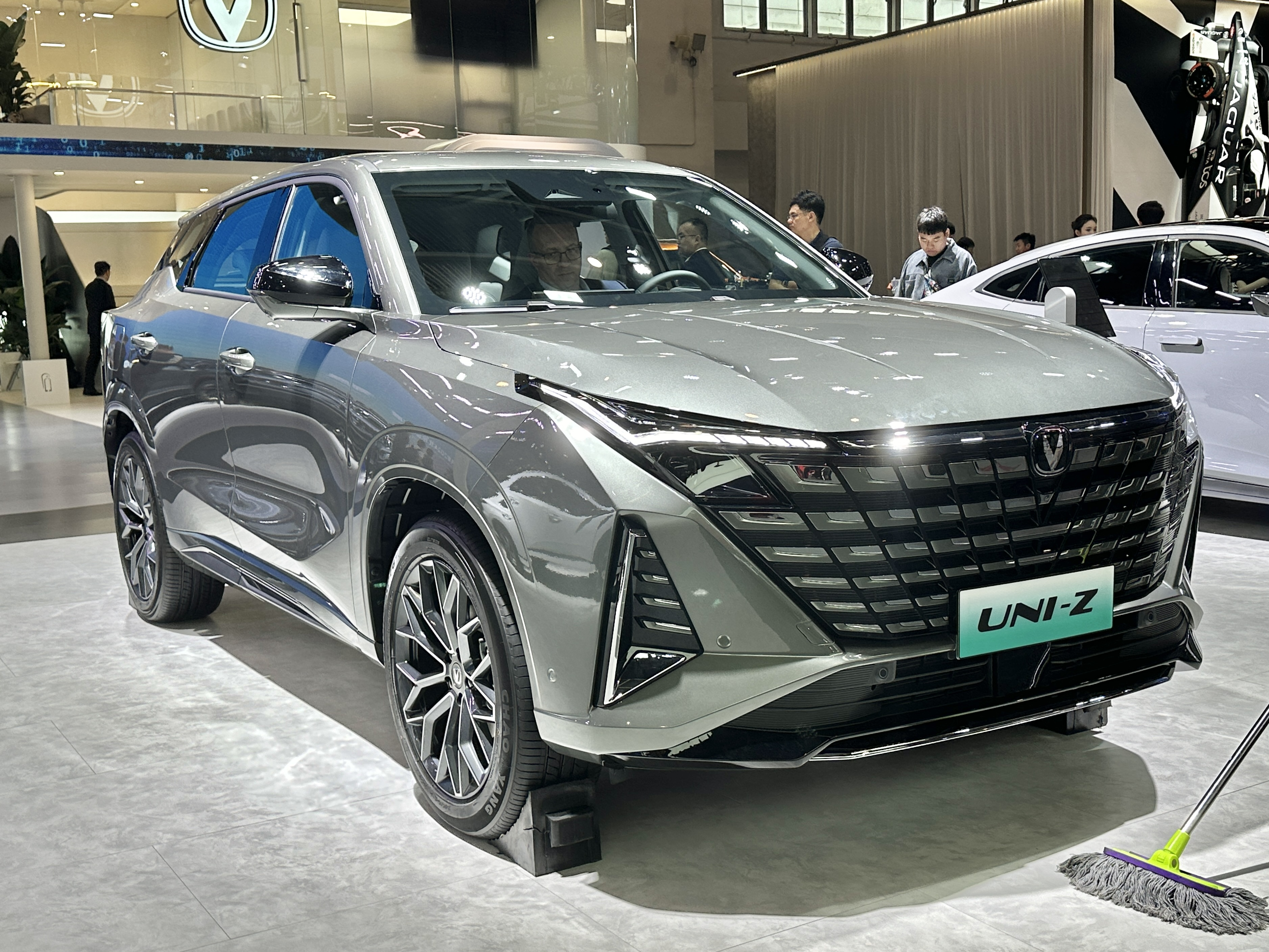
Вид спереди
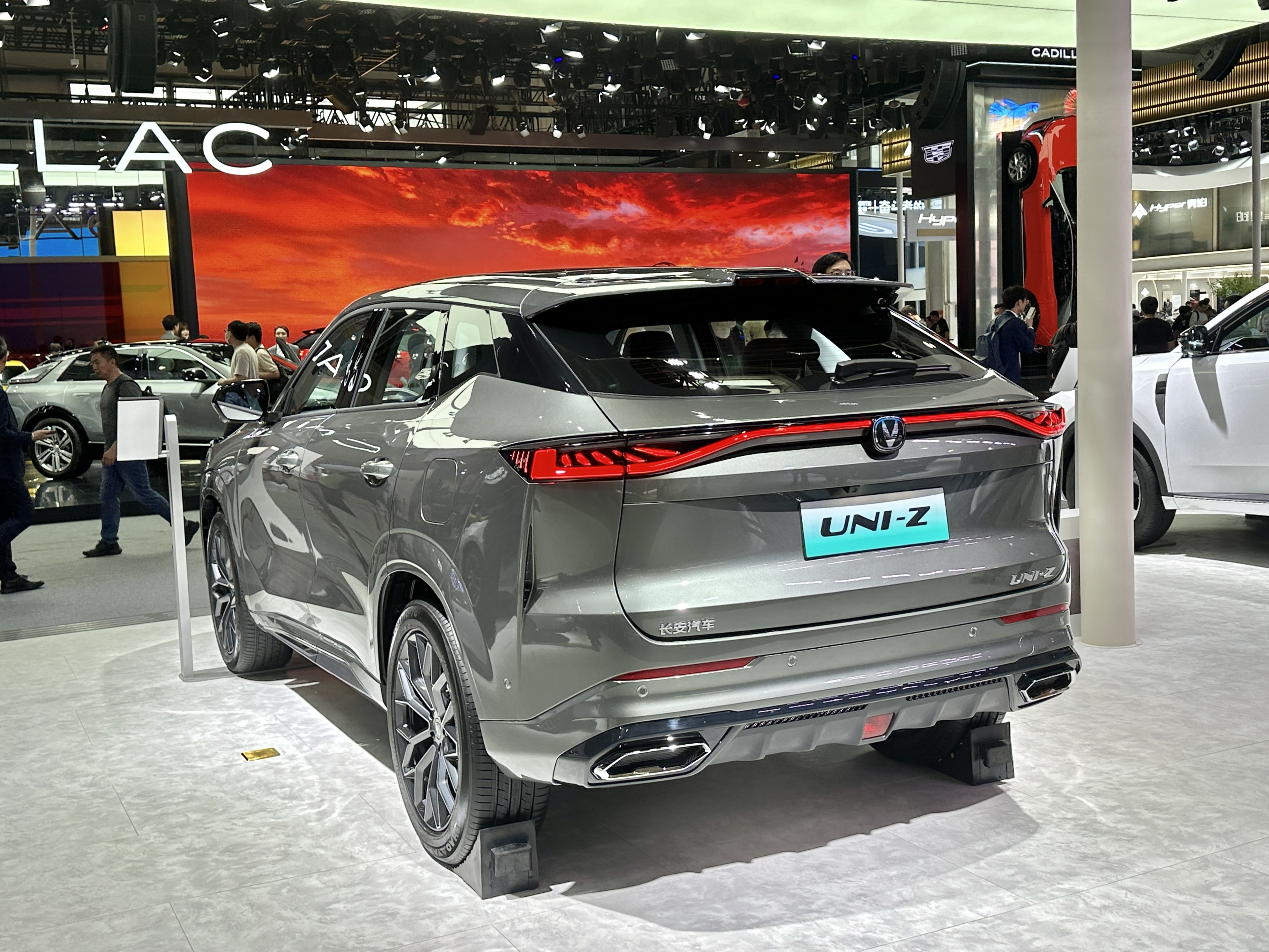
Вид сзади

## Volga K40
Volga K40 является ребеджинговой версией Changan UNI-Z для российского рынка, где была презентована 21 мая 2024 года.